# Andrew Watson (évêque)
Pour les articles homonymes, voir Andrew Watson (homonymie).
Andrew John Watson (né le 16 juillet 1961) est évêque de Guildford dans l'Église d'Angleterre. Il est précédemment évêque d'Aston, évêque suffragant du diocèse de Birmingham, de 2008 à 2014.

## Jeunesse et éducation
Watson est né, fils d'Angus et d'Alison Watson, à Bicester, Oxfordshire et fait ses études au Winchester College. Musicien passionné, il joue du basson dans l'Orchestre national des jeunes de Grande-Bretagne de 1974 à 1976. Il poursuit ses études de droit au Corpus Christi College de Cambridge où il organise également une exposition musicale et chante dans la chorale de la chapelle. Il obtient son baccalauréat ès arts (BA) en 1982, qui est ensuite promu au grade de maîtrise ès arts (MA Cantab). Après deux ans de travail comme tuteur et éducateur à St Mary's Islington, il retourne à Cambridge en 1984, où il obtient un deuxième diplôme (en théologie) tout en se formant pour le ministère à Ridley Hall, Cambridge.

## Ministère ordonné
Quittant Ridley en 1987, il est ordonné diacre à Saint-Michel (27 septembre) à St Stephen's, Redditch et prêtre le Petertide suivant (3 juillet 1988) à la cathédrale de Worcester, à deux reprises par Philip Goodrich, évêque de Worcester. Il est curé à St Peter's Ipsley dans le diocèse de Worcester (1987–1991) et à St John's & St Peter's, Notting Hill dans le diocèse de Londres (1991–1996). Pendant son séjour à Notting Hill, il supervise la restauration de St. Peter's, un bâtiment classé Grade II*, ainsi que le développement d'un café communautaire sur Portobello Road et une équipe Prison Fellowship à Wormwood Scrubs. Watson part ensuite pour devenir vicaire de St Stephen's, East Twickenham (1996–2008), supervisant la construction du CrossWay Hall et envoyant trois équipes de missionnaires à All Souls St Margarets, St. Saviors Sunbury et le domaine Ivybridge. Pendant son séjour à Twickenham, il est également doyen de la région de Hampton à partir de 2003.
En 2008, il est nommé évêque d'Aston dans le diocèse de Birmingham et est consacré évêque le 28 octobre 2008. Là, il conçoit la stratégie de mission diocésaine «Transforming Church», ainsi que le développement des liens historiques du diocèse avec l'église au Malawi. Il s'engage également dans un travail interconfessionnel, notamment en réponse à la mort de trois jeunes hommes musulmans lors des émeutes de l'été 2011.
Le 26 septembre 2014, il est nommé évêque de Guildford,. La confirmation de son élection au siège de Guildford a lieu le 24 novembre 2014, et est installé à la Cathédrale de Guildford le 28 février 2015.

## Famille et intérêts
Watson se marie en 1986  et sa femme Beverly est ordonnée diacre en 2008 et prêtre l'année suivante. Ils ont quatre enfants. Il est l'auteur de The Fourfold Leadership of Jesus, Confidence in the Living God (2009), The Way of the Desert (2011), et The Great Vocations Conversation (avec Magdalen Smith, 2018) . Il préside à plusieurs reprises les fiduciaires du CPAS, le Panel for World Mission & the Anglican Communion, et le Ordained Vocations Working Group qui supervise une augmentation considérable du nombre de vocations ordonnées au cours des années 2015 à 2020 .
Petit-fils de missionnaires CMS en Chine, Watson a un fort engagement envers l'Église mondiale, en particulier dans les régions du monde où les chrétiens sont confrontés à la discrimination et à la persécution. Dans sa jeunesse, il rencontre des chrétiens derrière le rideau de fer et a depuis voyagé en Chine, en Inde, au Pakistan et dans certaines parties de l'Afrique où l'extrémisme religieux est en hausse. Il prêche au 70e anniversaire de l'Église de l'Inde du Sud à Chennai en 2017 et à la Convention de Sialkot au Pakistan en 2019. Watson est également un contributeur régulier aux conférences de renouvellement en Suède.
Watson écrit une mise en musique de Love bade me Welcome de George Herbert, qui est chantée lors de sa consécration, et une messe chorale pour le 60e anniversaire de la consécration de la cathédrale de Guildford, qui est chantée pour la première fois lors de la fête du Christ-Roi en 2021. 
En février 2015, sa gestion de la controverse sur le matériel antisémite partagé en ligne par Stephen Sizer est saluée par la communauté juive.
Watson est introduit à la Chambre des lords en tant que Lords Spiritual le mercredi 9 février 2022 .